# Vila Xurupita
Vila Xurupita é uma bairro fictício da Cidade do Rio de Janeiro que faz parte das histórias em quadrinhos Disney do Zé Carioca, idealizada pelos quadrinistas Ivan Saidenberg e Renato Canini.
A princípio localizada no Morro do Papagaio (mais tarde referido de Bairro do Papagaio), a Vila Xurupita é retratada como um bairro humilde suburbano do Rio de Janeiro, com vários referenciais para ser uma favela, embora próximo de bairro rico, onde mora sua namorada, Rosinha.
É onde mora a maioria dos personagens das histórias do papagaio, como ele próprio, Nestor, Afonsinho, Pedrão. O bairro abriga ainda duas instituições fictícias, ambas presididas pelo Zé Carioca: o time de futebol Vila Xurupita Futebol Clube e a escola de samba Unidos de Vila Xurupita. É, ainda, lar da ANACOZECA, a Associação Nacional de Cobradores do Zé Carioca.
A vila apresenta um desenho suburbano, com diversas ruas não pavimentadas, casas simples e mato crescendo nas calçadas, contrasta com o desenho de outras localidades fictícias do universo Disney, como, por exemplo, a proeminente metrópole de Patópolis.

## Instituições

### Vila Xurupita Futebol Clube
Vila Xurupita Futebol Clube é o time de futebol onde jogam Zé Carioca e seus amigos. Suas cores são rosa e branco. Anteriormente, Zé e seus amigos jogavam no time "Seresteiros da Tijuca", logo depois integraram o "Brejeiros da Tijuca F.C., indicando que o papagaio e seus amigos viviam no bairro da Tijuca.

### GRES Unidos de Vila Xurupita
O Grêmio Recreativo Escola de Samba Unidos de Vila Xurupita é uma escola de samba presidida pelo Zé Carioca, tendo como integrantes seus amigos. Também é sediada na Vila Xurupita, e rivaliza com a dissidência Acadêmicos de Vila Xurupita (fundada por Zé Galo). Antes de Unidos de Vila Xurupita, Zé e seus amigos integraram as escolas Brejeiros da Tijuca e a Deixa Cair. A escola Unidos de Vila Xurupita surgiu como uma ala convidada da "Unidos do Morro do Papagaio". Outras escolas que apareceram foram Escola de Samba Berço de Ouro, Bem te vi (paródia da Beija-Flor de Nilópolis), Pulgueiro (paródia do Acadêmicos do Salgueiro) e Couve-Flor de Micópolis (outra paródia da Beija-Flor).
Em algumas histórias aparece como sendo parte da elite do Carnaval Carioca, enquanto em outras como de grupos de acesso bem distantes (chegando à 33ª divisão em uma). Suas cores não são bem definidas, mas tem-se como base o rosa, amarelo e branco, cores do Vila Xurupita Futebol Clube.

### ANACOZECA

O grupo ANACOZECA

A ANACOZECA (Associação NAcional dos CObradores do ZÉ CArioca) é um grupo de personagens do universo do Zé Carioca. Foi criado por Paulo Paiva. Em uma história apareceu também uma versão internacional.
Sua árdua e única missão é cobrar o Zé Carioca. Para tanto, vive perseguindo-o, mas a verdade é que jamais receberam um centavo sequer do papagaio. Seu lema é "um dia receberemos".
O grupo tinha um misterioso chefe que nunca aparecia. Anos depois, foi revelado que o chefe era o sogro do papagaio, Rocha Vaz. Ele tinha assumido todas as dívidas que o Zé Carioca tinha feito e criado a associação com o único objetivo de desmoralizar o papagaio perante a sua filha Rosinha, que sempre foi apaixonada pelo Zé, já que não considerava um papagaio pobretão, devedor e que não gostava de trabalhar o companheiro ideal para ela. Entretanto, a manobra não deu certo, Rosinha continuou namorando o Zé e a ANACOZECA foi extinta. Porém, retornaram em 2013, na história O Ataque dos Terríveis Zumbôs por Carlos Edgard Herrero e Arthur Faria Júnior.
Para conseguir cobrar e desmoralizar o Zé Carioca eles já tentaram de tudo. Entre várias outras tentativas, já subornaram os amigos do Zé, já programaram robôs para cobrá-lo, se fizeram passar por times de futebol jogando contra a Vila Xurupita, acamparam em frente à sua casa, armaram emboscadas e até mesmo contrataram o seu próprio alter-ego, o Morcego Verde (que só eles não sabem que é o Zé Carioca), mas sempre fracassam, por mais que tentem e por mais elaborados que sejam seus planos.
Por não saberem que Zé Carioca é o Morcego Verde, o papagaio já se aproveitou algumas vezes e usou o super-herói para enganá-los.
Normalmente é representado por quatro personagens de aparência física idêntica, sendo dois altos (Arlindo e Asdrúbal) e dois baixos (Tadeu e Arnaldo). Algumas vezes apareceram mais cobradores da ANACOZECA na mesma história. Em A Volta do Zé Carioca, publicada em Aventuras Disney n° 18 da Editora Culturama (setembro de 2019), é apresentada a ANATOCOBRA (Associação NAcional de TOdos os CObradores do BRAsil).